# Jamie-Lynn Sigler
Jamie-Lynn Sigler (Jericho, 15 maggio 1981) è un'attrice e cantante statunitense, nota soprattutto per il ruolo di Meadow Soprano nella serie televisiva I Soprano.

## Biografia
Sigler nasce a Jericho, nello stato di New York, da padre statunitense di origini rumene e greche e da madre di origini italiane. Ha studiato presso la Jericho High School. È stata sposata dal 2003  al 2006 con il suo agente e fidanzato di lunga data A.J. DiScala. In quel periodo aveva cambiato il suo cognome, dicendo di essere una "ragazza all'antica", e quindi veniva accreditata come Jamie-Lynn DiScala. Dopo la separazione ha ripreso il cognome da nubile.
Dal 1999 al 2007 ha interpretato il ruolo di Meadow Soprano, figlia del boss Tony Soprano, nella serie televisiva I Soprano. Nel 2001 ha debuttato come cantante pubblicando l'album pop Here to Heaven. Oltre alla sua presenza costante ne I Soprano, ha lavorato in teatro; per cinque mesi interpreta Belle nella trasposizione teatrale de La bella e la bestia, è apparsa in due episodi di Will & Grace, ha interpretato il ruolo di Heidi Fleiss nel film TV intitolato Call Me: The Rise and Fall of Heidi Fleiss e ha recitato nella commedia Summertime - Sole, cuore... amore.
Nel 2007 recita al fianco di Chris Klein e Freddie Prinze Jr. in New York City Serenade. Il 6 dicembre del 2008 torna sugli schermi apparendo nel videoclip del brano Jizz in My Pants dei The Lonely Island. A gennaio 2016, in un'intervista, rivela di essere affetta da sclerosi multipla. La malattia le è stata diagnosticata quando aveva venti anni.

## Premi e riconoscimenti
- 2 Screen Actors Guild Awards, 1999 e 2007, all'intero cast de I Soprano.

## Filmografia

### Cinema
- Call Me: The Rise and Fall of Heidi Fleiss, regia di Charles McDougall (2004)
- Summertime - Sole, cuore... amore (Love Wrecked), regia di Randal Kleiser (2005)
- Dark Ride, regia di Craig Singer (2006)
- Divorzio d'amore (Divorce Invitation), regia di S. V. Krishna Reddy (2012)
- Gangster Land (In the Absence of Good Men), regia di Timothy Woodward Jr. (2017)
- Mob Town, regia di Danny A. Abeckaser (2019)

### Televisione
- I Soprano (The Sopranos) – serie TV, 72 episodi (1999-2007) – Meadow Soprano
- Will & Grace – serie TV, episodi 7x10-7x11 (2004)
- How I Met Your Mother – serie TV, episodio 4x08 (2008)
- Entourage – serie TV, 13 episodi (2009)
- Ugly Betty – serie TV, 5 episodi (2009)
- Drop Dead Diva – serie TV, episodio 3x13 (2011)
- L'uomo di casa (Last Man Standing) – serie TV, episodio 1x13 (2012)
- Guys with Kids – serie TV, 17 episodi (2012)
- Dads – serie TV, episodio 1x14 (2014)
- Lettera di Natale (The Christmas Note), regia di Terry Ingram – film TV (2015)
- Baby Daddy – serie TV, episodi 5x13, 5x16 (2016)
- CSI: Cyber – serie TV, episodio 2x16 (2016)
- Magnum P.I. – serie TV, episodio 1x10 (2018)
- Beef House – serie TV (2020-in corso)
- Ossessione a prima vista (The Neighbor in the Window), regia di Menhaj Huda - film TV (2020)

## Doppiatrici italiane
Nelle versioni in italiano delle opere in cui ha recitato, Jamie-Lynn Sigler è stata doppiata da: 
- Francesca Manicone in L'amore non ha colore, I Soprano (st. 6), Divorzio d'amore, Lettera di Natale
- Barbara De Bortoli in Gangster Land, Big Sky
- Valentina Mari in I Soprano (st. 1-5)
- Marisa Della Pasqua in Call Me: The Rise and Fall of Heidi Fleiss
- Antonella Rinaldi in Summertime - Sole, cuore... amore
- Chiara Colizzi in Will & Grace
- Benedetta Ponticelli in How I Met Your Mother
- Emanuela Damasio in Drop Dead Diva
- Ilaria Stagni in Baby Daddy
- Angela Brusa in Magnum P.I.
- Sophia De Pietro in Ossessione a prima vista

## Discografia

### Album
- 2001 - Here to Heaven

### Singoli
- 2001 - Cry Baby